# Österreichischer Verein für Individualpsychologie
Der Österreichische Verein für Individualpsychologie (ÖVIP) wurde 1912 von Alfred Adler gegründet und ist damit eine der ältesten tiefenpsychologischen Vereinigungen. Neben der fachspezifischen Ausbildung zum Individualpsychologischen Analytiker widmet sich der Verein der Weiterbildung, der wissenschaftlichen Weiterentwicklung und der praktischen Anwendung der Individualpsychologie.

## Geschichte

### Gründung
Alfred Adler war seit 1902 Mitglied in Sigmund Freuds Psychologischer Mittwochsgesellschaft und somit einer der ersten Weggefährten Freuds. 1908 wurde er der erste Obmann der neu gegründeten Wiener Psychoanalytischen Vereinigung. Dennoch führten seine zunehmend eigenständigen Theorien jedoch 1911 zum Bruch zwischen Adler und Freud. 
Adler gründete 1912 einen neuen psychoanalytischen Verein, den Verein für freie psychoanalytische Forschung. Neben Alfred Adler zählten Carl Furtmüller, Margarete Hilferding, Franz und Gustav Grüner, Paul Klemperer und David Ernst Oppenheim zu den Gründungsmitgliedern. Wenig später kamen Alexander Neuer, Stefan Maday, Leonhard Deutsch, Paul Schrecker, Erwin Wexberg, Robert Freschl und Otto Kaus hinzu. 
Am 27. September 1913 wurde der Verein im Rahmen einer Generalversammlung in Verein für Individualpsychologie umbenannt, um sich von Freud und seinem Kreis abzugrenzen. De jure gab es den Wiener Verein allerdings erst ab 1926. 1913/14 hatte der Verein bereits 68 ordentliche Mitglieder. Vereinstreffen fanden jeden Donnerstag statt, zunächst in Adlers Wohnung, später im Histologischen Hörsaal der Universität Wien, aber auch in Kaffeehäusern wie dem „Café Siller“ oder dem „Café Central“.
Die Aktivitäten des Vereins wurden durch den Beginn des Ersten Weltkriegs weitgehend eingeschränkt, da die meisten Mitglieder eingezogen wurden. Auch Adler diente vorübergehend als Militärarzt an der Front.

### Blüte der Individualpsychologie in der Zwischenkriegszeit
Die Zeit zwischen den beiden Weltkriegen kann als Blütezeit der Wiener Individualpsychologie als praktischer Wissenschaft und als sozialreformerischer Bewegung betrachtet werden. Durch Adlers rege Vortragstätigkeit (u. a. am Pädagogischen Institut, in Volkshochschulen und Volksheimen, zunehmend auch im Ausland) und sein Engagement im Bereich der Erziehungsberatung erlebte die Individualpsychologie einen starken Zulauf von Personen, die pädagogisch tätig waren. Zudem bot sich den Individualpsychologen im sozialdemokratisch regierten „Roten Wien“ eine Vielzahl von Möglichkeiten, ihre Konzepte in der Praxis anzuwenden, da sich Adlers Theorien wie das Gemeinschaftsgefühl und sein Erziehungsoptimismus problemlos mit sozialdemokratischem Gedankengut verbinden ließen. Viele Wiener Individualpsychologen standen der Sozialdemokratie nahe. Furtmüller etwa konnte aufgrund seiner Position in der Schulverwaltung individualpsychologische Ansätze im Schulsystem fördern, z. B. durch Vorlesungen Adlers und später Ferdinand Birnbaums am Pädagogischen Institut der Stadt Wien. 
Die individualpsychologische Pädagogik war bei der Wiener Schulreform maßgebend. Die Prophylaxe von psychischen Fehlentwicklungen bildete einen Schwerpunkt der Wiener Individualpsychologen. 1925 entstanden im Verein eine Medizinische Fachgruppe, die von Rudolf Allers und Karl Nowotny geleitet wurde, und eine Geisteswissenschaftliche Fachgruppe (später „Pädagogische Arbeitsgemeinschaft“), der Oppenheim vorstand. Ab 1926 wurden Diplome verliehen, für die eine theoretische und eine praktische Ausbildung erforderlich war. Im Wiener Verein kam es zu personellen Veränderungen, da zum einen viele neue Mitglieder dem Verein beitraten, zum anderen aber andere Mitglieder kein Interesse an den neuen Entwicklungen zeigten. Rudolf Allers, Oswald Schwarz, Viktor Frankl u. a. traten aus bzw. wurden aus dem Verein ausgeschlossen. Die Individualpsychologie galt damals als die wichtigste psychologische Richtung in Wien. Zeitweise gab es 28 individualpsychologische Erziehungsberatungsstellen. Auch im Ausland bildeten sich zahlreiche Ortsgruppen, wie die von Fritz Künkel und Otto Kaus aufgebaute Berliner Sektion.
Mit dem Beginn des Austrofaschismus und dem Verbot der Sozialdemokratie im Jahr 1934 fand die Expansion des Vereins für Individualpsychologie ein vorläufiges Ende. Projekte wie die Individualpsychologische Versuchsschule im 20. Wiener Gemeindebezirk wurden kurzfristig abgeschafft, viele Mitglieder wurden verhaftet oder zur Emigration gezwungen. Der Verein stand unter ständiger polizeilicher Aufsicht und versuchte Repressionen dadurch zu entgehen, dass im Vorstand tätige Sozialdemokraten durch politisch unbelastete Personen abgelöst wurden. Eine weitere Schwächung erlebte die Wiener Individualpsychologie durch Adlers Emigration in die USA 1935 und seinen Tod im Jahr 1937.

### Nationalsozialismus und Zweiter Weltkrieg
Nach dem Anschluss Österreichs an das Deutsche Reich wurde der Verein für Individualpsychologie im Jänner 1939 verboten. Bis auf Ferdinand Birnbaum, Karl Nowotny, Oskar Spiel und Franz Scharmer waren die meisten Mitglieder zur Flucht gezwungen. Zwei Drittel der aktiven Mitglieder mussten spätestens zu diesem Zeitpunkt emigrieren. Neuer, Hilferding, Oppenheim und einige andere wurden in Konzentrationslagern ermordet.
Eine „Wiener Arbeitsgemeinschaft“ des „Deutschen Instituts für psychologische Forschung und Psychotherapie“ wurde gegründet, die Bezeichnung „Gemeinschaftspsychologie“ trat an die Stelle von „Individualpsychologie“, und Birnbaum und Spiel sahen sich in diesem Rahmen zu „behandelnden Psychologen“ ernannt. Während des Nationalsozialismus kam es zu einer Annäherung der verbliebenen Wiener Individualpsychologen und Psychoanalytiker, die unter dem Deckmantel der „Arbeitsgemeinschaft“ informelle Treffen in der Wohnung des Analytikers August Aichhorn abhielt. In der Wohnung Novotnys kam es zu illegalen Zusammenkünften, die rein individualpsychologisch ausgerichtet waren.

### Entwicklung nach dem Zweiten Weltkrieg
Viele der Emigranten kehrten nicht wieder aus dem Exil zurück, und so konnte die Individualpsychologie in Wien nach dem Krieg ihre ursprüngliche Verbreitung nicht wieder erreichen. Der Schwerpunkt individualpsychologischer Aktivitäten hatte sich in der Zwischenzeit in die USA verlagert, wo sich eine Vielzahl neuer Ortsgruppen gebildet hatte. Allerdings nahm die Theoriebildung dort einen anderen Verlauf als im Österreichischen Verein und anderen europäischen Gruppen, und die Erforschung unbewusster Prozesse geriet zunehmend aus dem Blickfeld.
Im Oktober 1945 stellte Birnbaum ein Ansuchen auf Reaktivierung des Wiener Vereins, das Anfang 1946 bewilligt wurde. Erste Aktivitäten von Vereinsmitgliedern bestanden darin, durch die Gründung neuer Erziehungsberatungsstellen, den Aufbau einer Psychotherapeutischen Ambulanz an der Nervenheilanstalt Maria-Theresien-Schlössel sowie durch Vorträge und Ausbildungsseminare in der Lehrerbildung u. ä. an individualpsychologische Traditionen vor dem Krieg anzuknüpfen. Eine neue individualpsychologische Versuchsschule entstand, Zeugnisberatung wurde angeboten. 
Das Interesse an pädagogischen und erziehungsberaterischen Tätigkeiten nahm jedoch ab; ab Beginn der 1950er Jahre lag der Schwerpunkt der Vereinsaktivitäten zunehmend im Bereich psychotherapeutischer Heilbehandlungen und Tätigkeiten im Gesundheitswesen.
Wiener Individualpsychologen waren und sind in Universitätskliniken, psychosozialen Einrichtungen und Beratungsstellen, Kriseninterventionszentren u. ä. tätig, teilweise in leitender Position. So war der Individualpsychologe Knut Baumgärtel nach dem Krieg langjähriger Leiter der Wiener Child Guidance Kliniken. Vereinsmitglieder erwarben eine hohe Reputation u. a. in der Beschäftigung mit Psychosomatik, Krisenintervention und Suizidverhütung (Erwin Ringel, Gernot Sonneck) sowie Kinder- und Jugendpsychotherapie (Martha Kos-Robes, Walter Spiel, Max H. Friedrich, Gertrude Bogyi). 1979 wurde der Tätigkeitsbereich des Vereins von Wien auf ganz Österreich ausgedehnt. In diesem Zusammenhang erhielt der Verein seinen heutigen Namen. Zur Aus- und Weiterbildung von Psychotherapeuten und individualpsychologischen Beratern wurde 1982 das Alfred-Adler-Institut gegründet. 
Infolge des österreichischen Psychotherapiegesetzes von 1990 kam es zur Anerkennung des Vereins als psychotherapeutischer Ausbildungsstätte, und die Ausbildung von individualpsychologischen Psychotherapeuten wurde zum vorrangigen Betätigungsfeld. Weiterbildungen zum „Individualpsychologischen Kinder- und Jugendlichenpsychotherapeuten“ und zum „Individualpsychologischen Gruppenpsychotherapeuten“ wurden eingeführt. Vorsitzende des Vereins waren Karl Nowotny, Friederike Friedmann, Erwin Ringel, der die Entwicklung des Vereins über rund drei Jahrzehnte prägte (Obmann bzw. Präsident von 1961 bis 1989), Günther Ratzka, Max H. Friedrich, Gertrude Bogyi, Werner Leixnering, Margot Matschiner-Zollner, Peter Zumer, Nestor Kapusta. Derzeit (2025) ist Anita Schedl Präsidentin des Vereins. Der ÖVIP ist Gründungsmitglied des Internationalen Vereins für Individualpsychologie.

## Aktuelles
Der ÖVIP sieht sich der tiefenpsychologischen Tradition der Individualpsychologie verpflichtet. Der Verein hat seinen Sitz in Wien (Hernalser Hauptstraße 15, 1170 Wien). Er zählt aktuell mehr als 150 ordentliche Mitglieder. Der Verein verfolgt eine Reihe von Projekten, die sich nicht nur der psychotherapeutischen Anwendung der Individualpsychologie widmen, sondern auch an die pädagogisch-erziehungsberaterische Tradition vor dem Zweiten Weltkrieg anknüpfen. 
So beteiligte sich das Alfred-Adler-Institut 1996 an der Gründung der Arbeitsgemeinschaft Psychoanalytische Pädagogik (APP). 2003 wurde das Individualpsychologische Zentrum errichtet, das als Einrichtung der Erwachsenenbildung Vortragsreihen für Fachleute und interessierte Laien organisiert und Träger des „Ambulatoriums für Kinder und Jugendliche in Krisensituationen – die Boje“ wurde, das sich auf Krisenintervention im Kindes- und Jugendalter spezialisiert hat. Der Verein ist auch an der Ausbildung von individualpsychologischen Beratern in Nischni Nowgorod in Russland beteiligt. 
Im Juli 2011 war der ÖVIP Gastgeber des 25. Internationalen Kongress für Individualpsychologie, der anlässlich des 100. Jahrestages der Trennung Adlers von Sigmund Freud in Wien stattfand.